# Vergaderzaal van de Eerste Kamer
De vergaderzaal van de Eerste Kamer is een 17e-eeuwse vergaderzaal op het Binnenhof in Den Haag waar de Eerste Kamer der Staten-Generaal haar wekelijkse plenaire vergadering houdt.

## Geschiedenis
In 1650 gaven de Staten van Holland en West-Friesland aan de befaamde architect Pieter Post de opdracht een nieuwe monumentale vergaderzaal te bouwen. De bouw vond plaats tijdens het stadhouderloze tijdperk dat na de dood van stadhouder Willem II werd afgekondigd. Hiertoe werd een gedeelte van de stadhouderlijke residentie, gelegen aan de Hofvijver, afgebroken. Van het stadhouderlijk paleis bleef de Mauritstoren, gelegen in de zuidwesthoek van het Binnenhof, als ook het aanpalende gebouw aan de zijde van het Buitenhof intact. De vergaderzaal moest de nationale en internationale invloed van de staten van Holland en West-Friesland uitstralen en de nieuwe machtsverhoudingen aan het Binnenhof weergeven.
Tijdens de Franse overheersing (1795-1813) werd de grote vergaderzaal onder meer gebruikt als militaire school. In deze periode raakte de ruimte snel in verval, waardoor na de Franse tijd een restauratie nodig was voordat de Eerste Kamer in 1849 van de zaal gebruik kon maken.

## Schilderingen

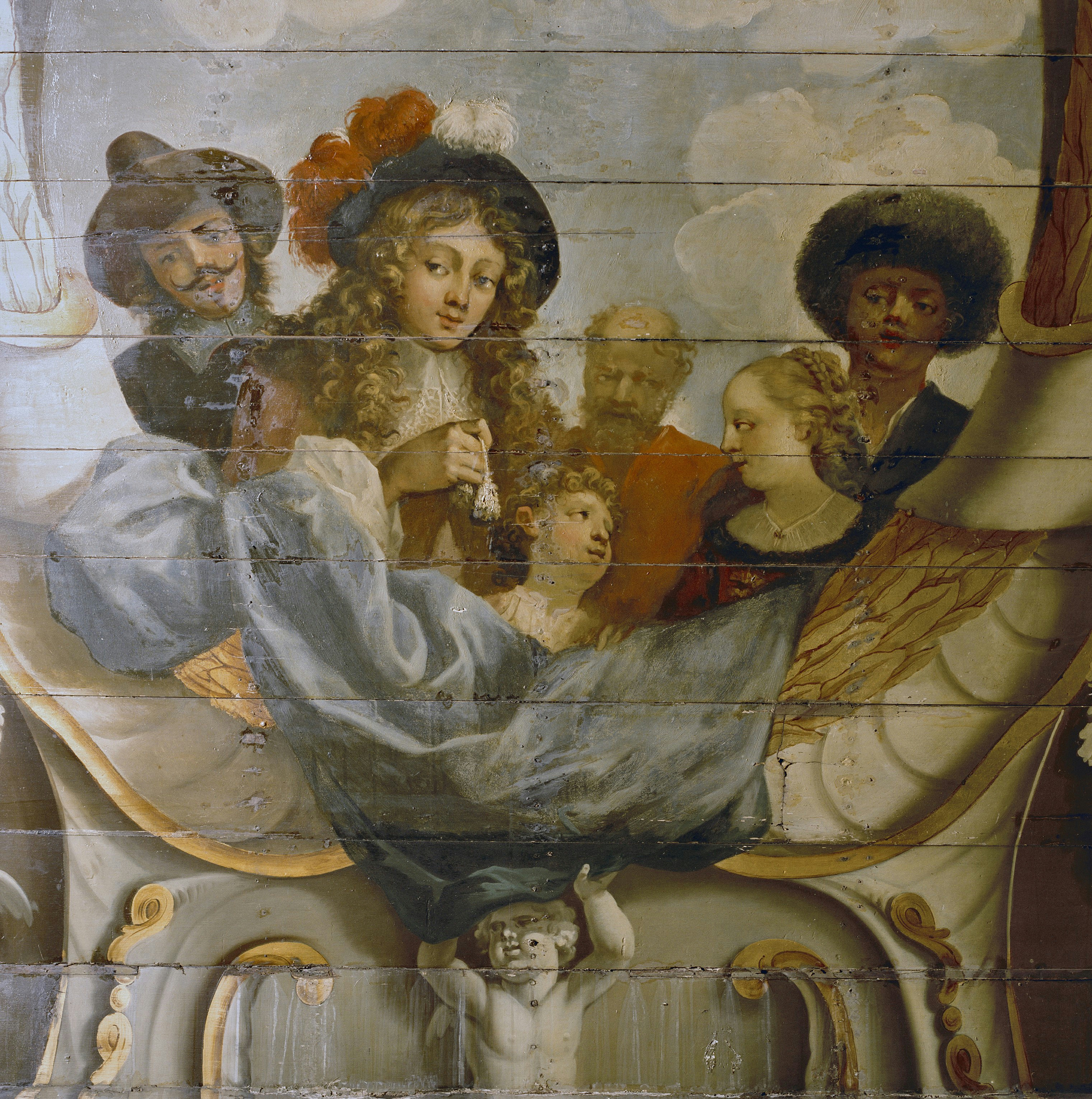
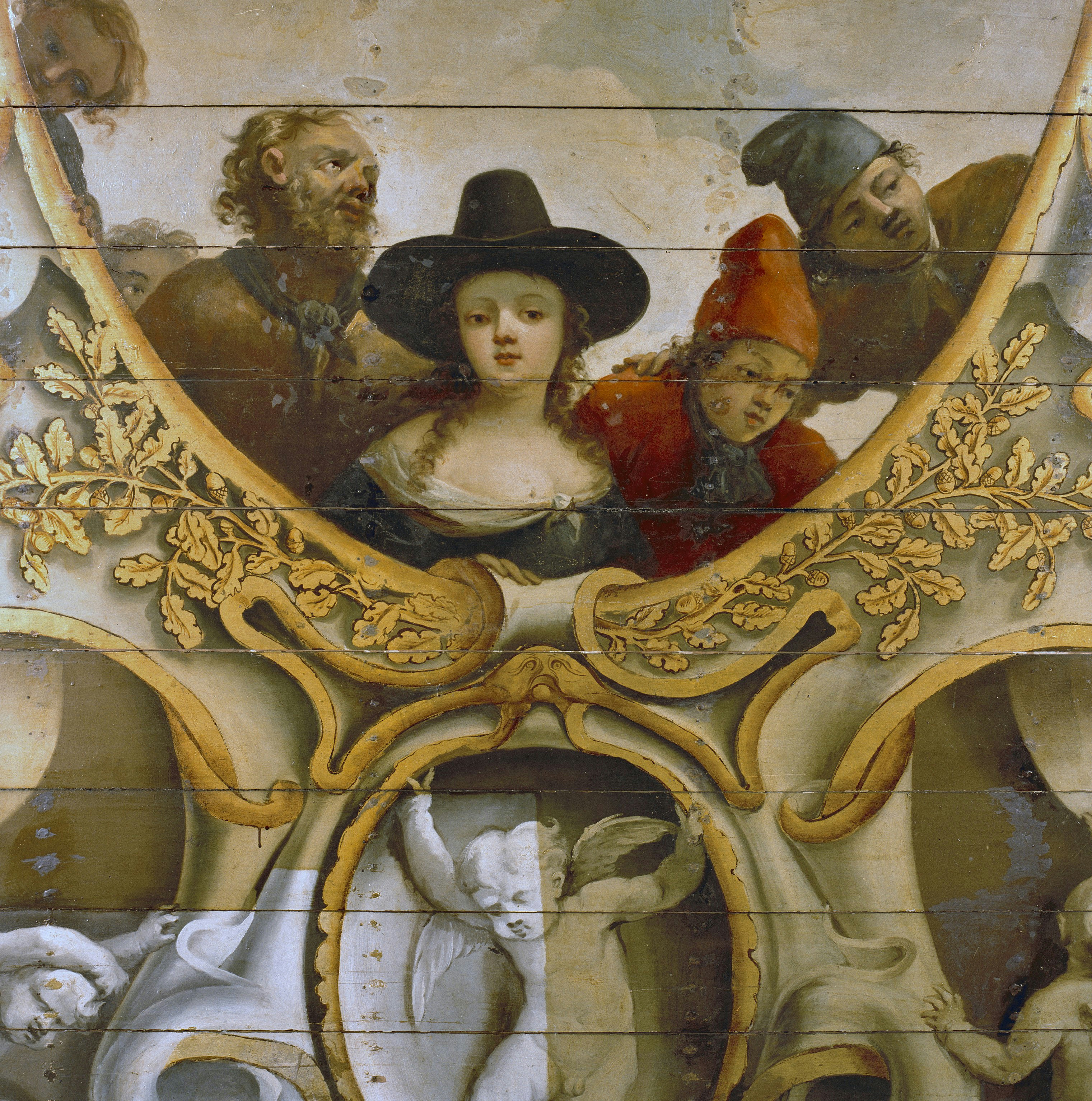
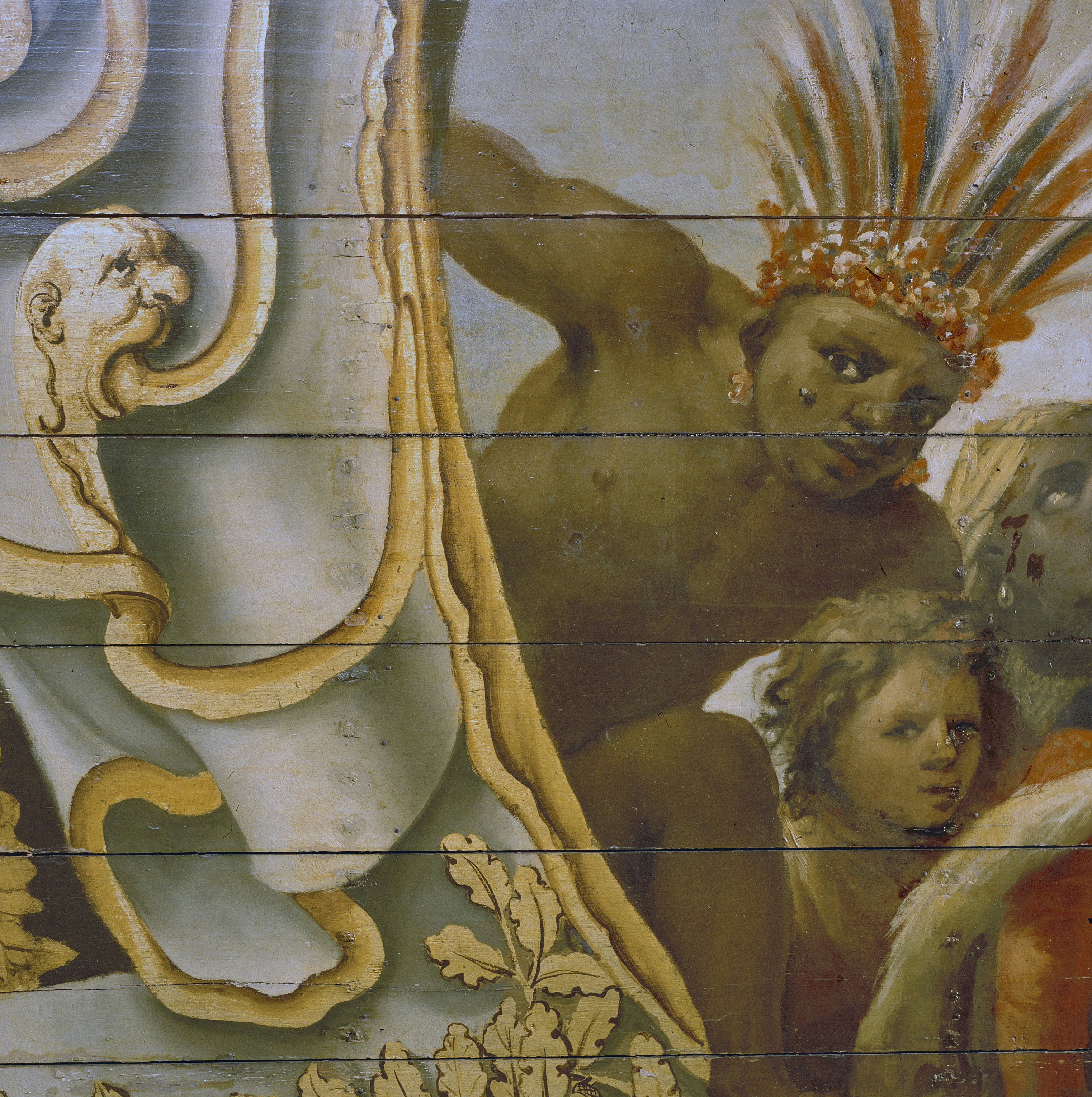
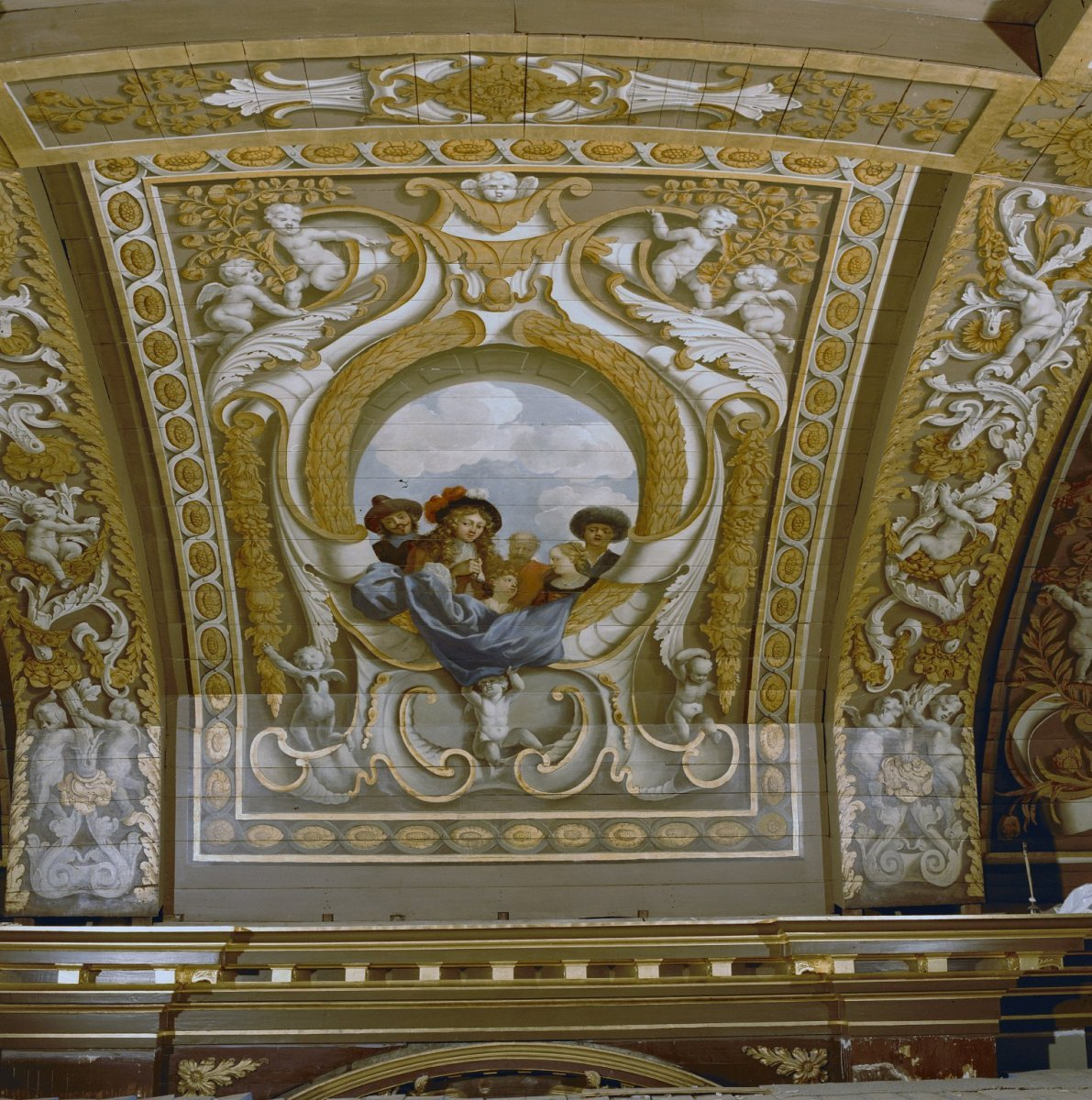

De plafondschilderingen van Andries de Haen en Nicolaes Willingh drukken Hollands glorie uit door afbeelding van verschillende volkeren waarmee de Republiek wereldwijd banden onderhield.
Een opvallend detail naast de plafondschilderingen is het levensgrote schilderij van Koning Willem II van de hand van Jan Adam Kruseman, dat de vorst in 1848 aan de Eerste Kamer schonk toen er aan de directe bemoeienis van de koning met de Eerste Kamer een eind kwam.
Er staan twee schoorsteenpartijen met zeventiende-eeuwse schilderingen van Adriaen Hanneman en Jan Lievens, respectievelijk voorstellend De Vrede en De Oorlog. Langs de wanden bevinden zich tevens portretten (in de vorm van medaillons) van beroemde raadspensionarissen van de vroegere Staten van Holland, zoals Johan van Oldenbarneveldt en Johan de Witt.

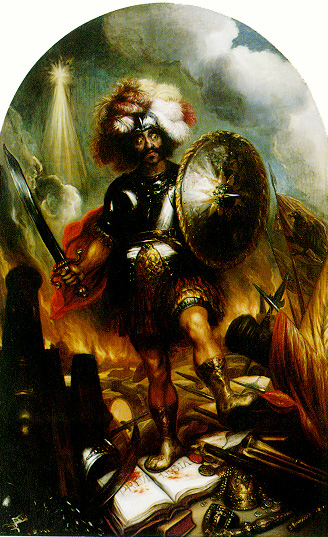
Lievens, De Oorlog, 1664
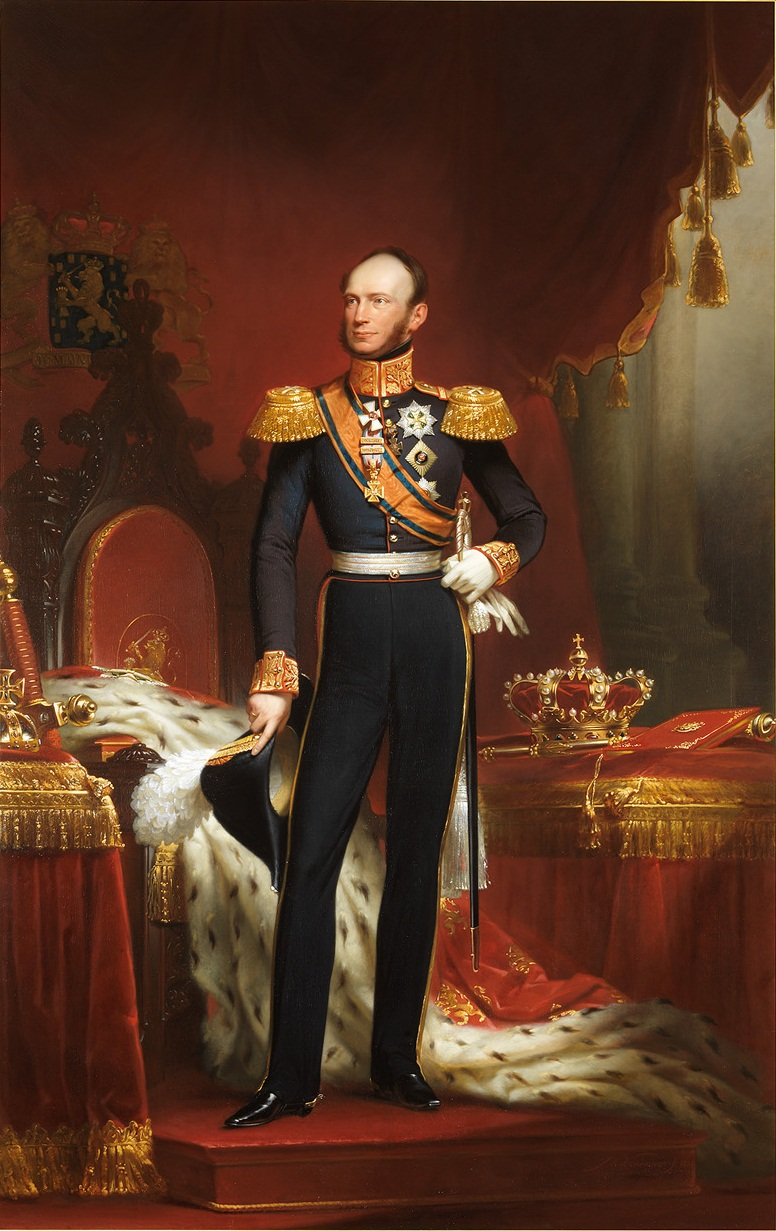
Schilderij Willem II
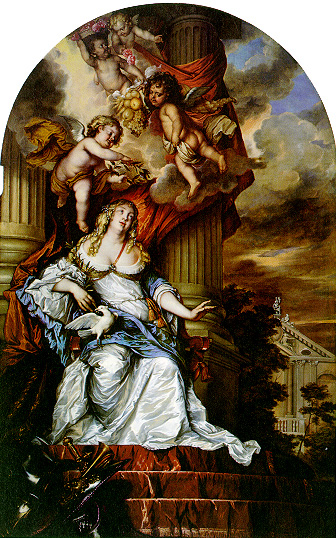
Adriaen Hanneman, De Vrede, 1664

## Wandtapijten
De kostbare wandtapijten die ooit de wanden sierden, zijn in de Franse tijd verdwenen en sindsdien onvindbaar gebleven. Bij herstoffering tijdens een grondige restauratie in 1995 werd ernaar gestreefd om de kleuren en patronen op de nieuw te ontwerpen wandbekleding zoveel mogelijk in overeenstemming te brengen met de decoraties en kleuren van het plafond, waardoor net zoals in het verleden weer een eenheid zou ontstaan tussen plafond en wanden.

## Publieke tribune
In 1870 zijn hoge publieke tribunes in de zaal aangebracht voor de schouwen. Toegang tot de publieke tribune, waar plaats is voor 15 personen, verkrijgt men via het trappenhuis in de Mauritstoren en de Amalia van Solmsgalerij op de tweede verdieping.

## Noenzaal
De plenaire zaal bevindt zich op de eerste verdieping. Op de begane grond bevindt zich de Noenzaal. Deze ruimte werd gebruikt als vergaderzaal van de Gecommitteerde Raden, het uitvoerend college van de Staten van Holland. Thans is het de eetzaal van de Eerste Kamer.

## Dictee
Van 1990 tot en met 2016 las oud-nieuwslezer en presentator Philip Freriks in deze zaal het Groot Dictee der Nederlandse Taal voor.